# Arqueohip
L'arqueohip (Archaeohippus, etimològicament, 'cavall antic') és un gènere extint d'èquids de la subfamília Anchitheriinae, amb tres dits en les potes. Com tots els membres d'aquesta subfamília, són més primitius que els cavalls actuals. Els fòssils d'arqueohip apareixen als Estats Units, en els estats de Nebraska, Oregon, Califòrnia i Florida. També apareixen al Canadà i Panamà. S'alimentaven bàsicament de fulles. És un gènere descendent del gènere Miohippus, i la seva grandària és bastant menor que aquest, amb una tendència evolutiva a perdre talla. Es considera que està emparentat amb el gènere Parahippus.